# Francesco Totti
Francesco Totti (Rome, 27 september 1976) is een voormalig Italiaans voetballer die bij voorkeur als aanvallende middenvelder speelde. Hij stroomde in 1992 door vanuit de jeugdopleiding van AS Roma, waarvoor hij zijn hele carrière actief bleef. Totti debuteerde in 1998 in het Italiaans voetbalelftal, waarmee hij het wereldkampioenschap in 2006 won.
Totti groeide bij AS Roma uit tot symbool van de wederopstanding van de club, die door financieel wanbeleid in de jaren negentig bijna failliet verklaard werd. Zijn spel leverde hem de bijnaam 'Het wonderkind van Rome' op en vergelijkingen met legenden uit de Romeinse mythologie. In 2007 won hij het topscorersklassement van de Serie A en de Europese gouden schoen. Pelé noemde hem een van de beste schaduwspitsen uit zijn tijd toen hij hem in maart 2004 opnam in zijn Lijst FIFA 100 beste spelers.

## Clubvoetbal

### AS Roma
Totti is van jongs af aan een Romanista en Ultra, een gepassioneerde fan van AS Roma. Totti maakte op 28 maart 1993 onder trainer Vujadin Boskov zijn debuut voor Roma tegen Brescia. Totti werd beschouwd als een groot talent en voldeed uiteindelijk aan de verwachtingen.
Totti werd met Italië een van de grote uitblinkers tijdens het EK 2000 en zette zijn goede lijn door met AS Roma in het seizoen dat volgde. Samen met Gabriel Batistuta vormde hij in het seizoen 2000/01 een ijzersterk aanvalsduo. Aan het eind van het seizoen mocht AS Roma zich de nieuwe kampioen van Italië noemen. Bovendien won de club ook de Supercoppa Italiana. Zijn bijnaam werd sindsdien Il Bimbo d' Oro (De Gouden Jongen in Romeins stadsdialect).
Francesco Totti had in 2004 de kans om AS Roma te verruilen voor Real Madrid, maar bleef uiteindelijk zijn club trouw. Zonder spijt zou hij in 2013 terugblikken: 

Ik was destijds dicht bij een transfer, aangezien ik graag voor een grote club wilde spelen die voor de hoofdprijzen speelt. Als ik naar Madrid was gegaan had ik nu drie keer de UEFA Champions League gewonnen, twee Gouden Ballen en heel veel andere prijzen. Maar ik ben blij met de keuze die ik gemaakt heb, al had ik graag twee of drie landstitels meer gewonnen.

In het seizoen 2004/05 had Totti minder succes. Roma eindigde, ondanks het af en toe weergaloze spel van het aanvalsduo Totti en Cassano op een teleurstellende achtste plaats. Plaatsing voor de UEFA Cup wist Roma nog wel veilig te stellen. Hiervoor bleek de finaleplaats in het toernooi om de Coppa Italia voldoende: de tegenstander hierin speelde namelijk al Europees voetbal.
Op 19 februari 2006 brak Totti tijdens een wedstrijd tegen Empoli zijn kuitbeen. Ook bleken zijn enkelbanden beschadigd. Hij werd kort daarna geopereerd. Na een relatief snel herstel, maakt hij in de zomer zijn opwachting op het WK 2006. Het seizoen dat volgde op het succesvolle WK bleek het meest productieve uit zijn loopbaan. De aanvoerder van AS Roma werd Europees topschutter van het seizoen (en logischerwijs ook topscorer van de Serie A) met 26 doelpunten. Een aantal dat echter nog indrukwekkender had kunnen zijn: Totti miste liefst zeven strafschoppen. Naast zijn persoonlijke titel wist hij ook een teamprijs aan zijn erelijst toe te voegen, door landskampioen Inter in de bekerfinale te kloppen.
Het seizoen 2007/08 was een redelijk succesvol seizoen. AS Roma weet wederom de tweede plaats in de Serie A te bereiken en de Coppa Italia wordt wederom gewonnen. In de finale wordt Internazionale met 2-1 in het eigen Olimpico verslagen. Door een zware knieblessure die Totti had opgelopen in de wedstrijd tegen Livorno kon hij niet meespelen. Sinds deze blessure is de inbreng van Totti gering doordat hij veel wedstrijden moet missen.
In het teleurstellende seizoen 2008/09 wist Totti ondanks veel afwezigheid wel te scoren, net als het seizoen daarna, waarin hij Juventus-legende Giampiero Boniperti oversteeg in de ranglijst van meestscorende voetballers in de Serie A. Op 20 maart 2011 in de wedstrijd Fiorentina - AS Roma, scoorde Totti zijn 200ste en 201ste doelpunt in de Serie A. Onder de regie van Zdenek Zeman in de eerste helft van het seizoen 2012/13 leek Totti herboren en maakte hij zijn faam als referentiepunt voor AS Roma eens te meer waar. Ook na het ontslag van de trainer, die vervangen werd door Aurelio Andreazzoli, bleef Totti belangrijk voor het team. In de gewonnen wedstrijd tegen Genoa (3-1) maakte hij uit een strafschop zijn 225e doelpunt in de Serie A, daarmee Gunnar Nordahl bereikende op de tweede plek van de "all-time" topscorerslijst.
Op 5 oktober 2013 maakte Totti in de uitwedstrijd tegen Internazionale zijn 229e en 230e doelpunt in de Serie A. Hiermee kwam zijn totaal aantal doelpunten in zijn carrière op 300.
In januari 2012, na een onderzoek van het International Federation of Football History & Statistics, werd Totti uitgeroepen tot meest populaire voetballer van Europa. Hij liet hiermee Alessandro Del Piero en Cristiano Ronaldo achter zich. Op 28 mei 2017 speelde Totti de laatste wedstrijd van zijn loopbaan. Hij speelde zijn gehele loopbaan bij AS Roma.

## Clubstatistieken
| Seizoen         | Club            | Competitie      | Competitie | Competitie | Beker | Beker | Internationaal | Internationaal | Overig | Overig | Totaal | Totaal |
| Seizoen         | Club            | Competitie      | Wed.       | Dlp.       | Wed.  | Dlp.  | Wed.           | Dlp.           | Wed.   | Dlp.   | Wed.   | Dlp.   |
| --------------- | --------------- | --------------- | ---------- | ---------- | ----- | ----- | -------------- | -------------- | ------ | ------ | ------ | ------ |
| 1992/93         | AS Roma         | Serie A         | 2          | 0          | 0     | 0     | 0              | 0              | 0      | 0      | 2      | 0      |
| 1993/94         | AS Roma         | Serie A         | 8          | 0          | 1     | 0     | 0              | 0              | 0      | 0      | 9      | 0      |
| 1994/95         | AS Roma         | Serie A         | 21         | 4          | 3     | 2     | 0              | 0              | 0      | 0      | 24     | 6      |
| 1995/96         | AS Roma         | Serie A         | 28         | 2          | 1     | 0     | 7              | 2              | 0      | 0      | 36     | 4      |
| 1996/97         | AS Roma         | Serie A         | 26         | 5          | 1     | 0     | 3              | 0              | 0      | 0      | 30     | 5      |
| 1997/98         | AS Roma         | Serie A         | 30         | 13         | 6     | 1     | 0              | 0              | 0      | 0      | 36     | 14     |
| 1998/99         | AS Roma         | Serie A         | 31         | 12         | 3     | 1     | 8              | 3              | 0      | 0      | 42     | 16     |
| 1999/00         | AS Roma         | Serie A         | 27         | 7          | 2     | 0     | 5              | 1              | 0      | 0      | 34     | 8      |
| 2000/01         | AS Roma         | Serie A         | 30         | 13         | 2     | 1     | 3              | 2              | 0      | 0      | 35     | 16     |
| 2001/02         | AS Roma         | Serie A         | 24         | 8          | 0     | 0     | 11             | 3              | 1      | 1      | 36     | 12     |
| 2002/03         | AS Roma         | Serie A         | 24         | 14         | 5     | 3     | 6              | 3              | 0      | 0      | 35     | 20     |
| 2003/04         | AS Roma         | Serie A         | 31         | 20         | 1     | 0     | 0              | 0              | 0      | 0      | 32     | 20     |
| 2004/05         | AS Roma         | Serie A         | 29         | 12         | 7     | 3     | 4              | 0              | 0      | 0      | 40     | 15     |
| 2005/06         | AS Roma         | Serie A         | 24         | 15         | 2     | 0     | 3              | 2              | 0      | 0      | 29     | 17     |
| 2006/07         | AS Roma         | Serie A         | 35         | 26         | 5     | 2     | 9              | 4              | 1      | 0      | 50     | 32     |
| 2007/08         | AS Roma         | Serie A         | 25         | 14         | 3     | 3     | 6              | 1              | 1      | 0      | 35     | 18     |
| 2008/09         | AS Roma         | Serie A         | 23         | 13         | 0     | 0     | 7              | 2              | 1      | 0      | 31     | 15     |
| 2009/10         | AS Roma         | Serie A         | 23         | 14         | 2     | 0     | 6              | 11             | 0      | 0      | 31     | 25     |
| 2010/11         | AS Roma         | Serie A         | 32         | 15         | 1     | 0     | 7              | 2              | 0      | 0      | 40     | 17     |
| 2011/12         | AS Roma         | Serie A         | 27         | 8          | 2     | 0     | 2              | 0              | 0      | 0      | 31     | 8      |
| 2012/13         | AS Roma         | Serie A         | 34         | 12         | 3     | 0     | 0              | 0              | 0      | 0      | 37     | 12     |
| 2013/14         | AS Roma         | Serie A         | 26         | 8          | 3     | 0     | 0              | 0              | 1      | 0      | 29     | 8      |
| 2014/15         | AS Roma         | Serie A         | 27         | 8          | 2     | 0     | 7              | 2              | 0      | 0      | 36     | 10     |
| 2015/16         | AS Roma         | Serie A         | 13         | 5          | 0     | 0     | 2              | 0              | 0      | 0      | 15     | 5      |
| 2016/17         | AS Roma         | Serie A         | 18         | 2          | 4     | 1     | 6              | 0              | 0      | 0      | 28     | 3      |
| Carrière totaal | Carrière totaal | Carrière totaal | 618        | 250        | 57    | 17    | 102            | 38             | 5      | 1      | 783    | 306    |

Bijgewerkt tot 28 mei 2017

### Records
- In de Serie A had Totti tot en met het seizoen 2016/17 605 wedstrijden gespeeld en daarin 250 doelpunten gemaakt, waardoor hij tweede staat op de lijst van spelers met de meeste Serie A-doelpunten (record in handen van Silvio Piola met 274 doelpunten) en eerste op de lijst van nog actieve spelers. Alle wedstrijden en doelpunten waren in het shirt van AS Roma.
- Met 250 doelpunten staat hij eerste op de lijst van meeste doelpunten voor één club in de Serie A.
- Totti scoorde tussen 2001 en 2010 145 doelpunten, waarmee hij de meeste doelpunten in één decennium in de Serie A maakte.
- Met 759 wedstrijden en 305 doelpunten is hij de actiefste en productiefste speler in de geschiedenis van AS Roma.
- Met 88 wedstrijden en 37 doelpunten is hij de meest actieve en productieve speler voor AS Roma in Europese wedstrijden.
- Totti scoorde op dinsdag 30 september 2014 tegen Manchester City (1-1) en werd daarmee de oudste doelpuntenmaker in de UEFA Champions League (38 jaar en drie dagen). Hij scherpte dat record op dinsdag 25 november 2014 verder aan door opnieuw te scoren tegen FK CSKA Moskou (met 38 jaar en zestig dagen).
- Met 39 derby's (34 in de Serie A en 5 in de Coppa Italia) heeft hij de meeste Romeinse derby's (tegen SS Lazio) gespeeld.
- Met 13 doelpunten in de Romeinse derby is hij recordhouder als het gaat om doelpunten in die derby.

## Interlands

### Italië
In 1996 werd Totti met het onder-21 elftal van Italië wel Europees kampioen, maar voor zijn debuut in het A-elftal moest hij wachten tot 1998. Onder leiding van bondscoach Dino Zoff maakte hij zijn debuut in de EK-kwalificatiewedstrijd tegen Zwitserland op 10 oktober 1998, toen hij na 70 minuten inviel voor Alessandro Del Piero. Zijn grote doorbraak kwam op het EK in 2000. Op EURO 2000 verving Totti de niet geheel fitte Del Piero in het Italiaans voetbalelftal. Totti werd een van de uitblinkers van het toernooi. Hij scoorde tweemaal op het toernooi en hij bereikte met de Squadra Azzurra de finale. Hierin was Frankrijk echter met 2-1 te sterk. Totti zette zijn goede lijn door in het seizoen dat volgde.

Totti tijdens het EK 2000.

Een jaar later behoorde Italië op het WK 2002 tot de grote favorieten, maar de achtste finale werd het eindstation. Het Zuid-Korea van Guus Hiddink was na verlengingen te sterk, hoewel het arbitrale trio enkele fouten ten nadele van Italië maakte. Totti moest met een rode kaart voortijdig naar de kant in deze wedstrijd. Twee jaar later, tijdens EURO 2004, hoopten Totti en Italië zich te kunnen revancheren, maar het EK in Portugal werd een grote afgang. De Italianen moesten al na de groepsfase naar huis en Totti kreeg al in de eerste wedstrijd een rode kaart nadat de Romein de Deense middenvelder Christian Poulsen in het gezicht spuwde.
Op 19 februari 2006 brak Totti zijn kuitbeen. Ook bleken zijn enkelbanden beschadigd. Hij werd kort daarna geopereerd. Na een relatief snel herstel, maakte hij in de zomer van dat jaar zijn opwachting op het Wereldkampioenschap voetbal 2006. Vermoedelijk was het WK zijn laatste klus voor de Squadra Azzurra. Hij schoot Italië naar de kwartfinale tegen Australië door in de 95ste minuut het enige doelpunt uit een penalty te scoren. Naast deze doelpunten was Totti op dit WK goed voor 4 assists. Italië bereikte de finale en werd wereldkampioen door te winnen van Frankrijk.
| WK-statistieken          | Club    | Positie   | W |   |   | D | A |   |   |   |
| ------------------------ | ------- | --------- | - | - | - | - | - | - | - | - |
| WK voetbal 2006 - Italië | AS Roma | aanvaller | 7 | 1 | 3 | 1 | 3 | 1 | 0 | 0 |

#### Afscheid
Na het succesvolle WK van 2006 nam Totti afscheid van het nationale elftal. Als reden gaf hij op zich volledig op zijn club AS Roma te willen richten, al speelden waarschijnlijk ook de naweeën van de beenbreuk en de precaire fysieke conditie een rol. In de aanloop naar het WK 2010 was er sprake van dat de Romeinse aanvaller terug zou keren bij de Azzurri, maar uiteindelijk besloot Lippi om Totti toch niet mee te nemen naar Zuid-Afrika. In maart 2013 overwoog bondscoach Cesare Prandelli de 36-jarige Francesco Totti terug te halen in de nationale ploeg van Italië met het oog op het WK in 2014. Zelf was Totti blij met de woorden van Prandelli, maar wilde hij niet te ver vooruit kijken.
| Interlands van Francesco Totti voor Italië | Interlands van Francesco Totti voor Italië | Interlands van Francesco Totti voor Italië | Interlands van Francesco Totti voor Italië | Interlands van Francesco Totti voor Italië | Interlands van Francesco Totti voor Italië | Interlands van Francesco Totti voor Italië |
| №                                          | Datum                                      | Plaats                                     | Competitie                                 | Wedstrijd                                  | Uitslag                                    | Doelpunten                                 |
| Als speler van AS Roma                     | Als speler van AS Roma                     | Als speler van AS Roma                     | Als speler van AS Roma                     | Als speler van AS Roma                     | Als speler van AS Roma                     | Als speler van AS Roma                     |
| ------------------------------------------ | ------------------------------------------ | ------------------------------------------ | ------------------------------------------ | ------------------------------------------ | ------------------------------------------ | ------------------------------------------ |
| 1                                          | 10.10.1998                                 | Udine                                      | EK-kwalificatie                            | Italië – Zwitserland                       | 2 – 0                                      |                                            |
| 2                                          | 18.11.1998                                 | Salerno                                    | Oefeninterland                             | Italië – Spanje                            | 2 – 2                                      |                                            |
| 3                                          | 16.12.1998                                 | Rome                                       | Oefeninterland                             | Italië – FIFA All Stars                    | 6 – 2                                      |                                            |
| 4                                          | 10.02.1999                                 | Pisa                                       | Oefeninterland                             | Italië – Noorwegen                         | 0 – 0                                      |                                            |
| 5                                          | 27.03.1999                                 | Kopenhagen                                 | EK-kwalificatie                            | Denemarken – Italië                        | 1 – 2                                      |                                            |
| 6                                          | 31.03.1999                                 | Ancona                                     | EK-kwalificatie                            | Italië – Wit-Rusland                       | 1 – 1                                      |                                            |
| 7                                          | 28.04.1999                                 | Zagreb                                     | Oefeninterland                             | Kroatië – Italië                           | 0 – 0                                      |                                            |
| 8                                          | 08.09.1999                                 | Napels                                     | EK-kwalificatie                            | Italië – Denemarken                        | 2 – 3                                      |                                            |
| 9                                          | 13.11.1999                                 | Lecce                                      | Oefeninterland                             | Italië – België                            | 1 – 3                                      |                                            |
| 10                                         | 23.02.2000                                 | Palermo                                    | Oefeninterland                             | Italië – Zweden                            | 1 – 0                                      |                                            |
| 11                                         | 29.03.2000                                 | Barcelona                                  | Oefeninterland                             | Spanje – Italië                            | 2 – 0                                      |                                            |
| 12                                         | 26.04.2000                                 | Reggio Calabria                            | Oefeninterland                             | Italië – Portugal                          | 2 – 0                                      | Goal                                       |
| 13                                         | 03.06.2000                                 | Oslo                                       | Oefeninterland                             | Noorwegen – Italië                         | 1 – 0                                      |                                            |
| 14                                         | 11.06.2000                                 | Arnhem                                     | EK-eindronde                               | Italië – Turkije                           | 2 – 1                                      |                                            |
| 15                                         | 14.06.2000                                 | Brussel                                    | EK-eindronde                               | België – Italië                            | 0 – 2                                      | Goal                                       |
| 16                                         | 24.06.2000                                 | Brussel                                    | EK-eindronde                               | Italië – Roemenië                          | 2 – 0                                      | Goal                                       |
| 17                                         | 29.06.2000                                 | Amsterdam                                  | EK-eindronde                               | Nederland – Italië                         | 0 – 0                                      |                                            |
| 18                                         | 02.07.2000                                 | Rotterdam                                  | EK-eindronde                               | Frankrijk – Italië                         | 2 – 1                                      |                                            |
| 19                                         | 03.09.2000                                 | Boedapest                                  | WK-kwalificatie                            | Hongarije – Italië                         | 2 – 2                                      |                                            |
| 20                                         | 07.10.2000                                 | Milaan                                     | WK-kwalificatie                            | Italië – Roemenië                          | 3 – 0                                      | Goal                                       |
| 21                                         | 11.10.2000                                 | Ancona                                     | WK-kwalificatie                            | Italië – Georgië                           | 2 – 0                                      |                                            |
| 22                                         | 28.02.2001                                 | Rome                                       | Oefeninterland                             | Italië – Argentinië                        | 1 – 2                                      |                                            |
| 23                                         | 28.03.2001                                 | Triest                                     | WK-kwalificatie                            | Italië – Litouwen                          | 4 – 0                                      |                                            |
| 24                                         | 02.06.2001                                 | Tbilisi                                    | WK-kwalificatie                            | Georgië – Italië                           | 1 – 2                                      | Goal                                       |
| 25                                         | 01.09.2001                                 | Kaunas                                     | WK-kwalificatie                            | Litouwen – Italië                          | 0 – 0                                      |                                            |
| 26                                         | 06.10.2001                                 | Parma                                      | WK-kwalificatie                            | Italië – Hongarije                         | 1 – 0                                      |                                            |
| 27                                         | 07.11.2001                                 | Saitama                                    | Oefeninterland                             | Japan – Italië                             | 1 – 1                                      |                                            |
| 28                                         | 13.02.2002                                 | Catania                                    | Oefeninterland                             | Italië – Verenigde Staten                  | 1 – 0                                      |                                            |
| 29                                         | 27.03.2002                                 | Leeds                                      | Oefeninterland                             | Engeland – Italië                          | 1 – 2                                      |                                            |
| 30                                         | 03.06.2002                                 | Sapporo                                    | WK-eindronde                               | Ecuador – Italië                           | 0 – 2                                      |                                            |
| 31                                         | 08.06.2002                                 | Kashima                                    | WK-eindronde                               | Kroatië – Italië                           | 2 – 1                                      |                                            |
| 32                                         | 13.06.2002                                 | Oita                                       | WK-eindronde                               | Mexico – Italië                            | 1 – 1                                      |                                            |
| 33                                         | 18.06.2002                                 | Daejeon                                    | WK-eindronde                               | Zuid-Korea – Italië                        | 2 – 1                                      |                                            |
| 34                                         | 29.03.2003                                 | Palermo                                    | EK-kwalificatie                            | Italië – Finland                           | 2 – 0                                      |                                            |
| 35                                         | 11.06.2003                                 | Helsinki                                   | EK-kwalificatie                            | Finland – Italië                           | 0 – 2                                      | Goal                                       |
| 36                                         | 20.08.2003                                 | Stuttgart                                  | Oefeninterland                             | Duitsland – Italië                         | 0 – 1                                      |                                            |
| 37                                         | 11.10.2003                                 | Reggio Calabria                            | EK-kwalificatie                            | Italië – Azerbeidzjan                      | 4 – 0                                      |                                            |
| 38                                         | 16.11.2003                                 | Ancona                                     | Oefeninterland                             | Italië – Roemenië                          | 1 – 0                                      |                                            |
| 39                                         | 18.02.2004                                 | Palermo                                    | Oefeninterland                             | Italië – Tsjechië                          | 2 – 2                                      |                                            |
| 40                                         | 31.03.2004                                 | Braga                                      | Oefeninterland                             | Portugal – Italië                          | 1 – 2                                      |                                            |
| 41                                         | 30.05.2004                                 | Rades                                      | Oefeninterland                             | Tunesië – Italië                           | 0 – 4                                      |                                            |
| 42                                         | 14.06.2004                                 | Guimarães                                  | EK-eindronde                               | Denemarken – Italië                        | 0 – 0                                      |                                            |
| 43                                         | 09.10.2004                                 | Celje                                      | WK-kwalificatie                            | Slovenië – Italië                          | 1 – 0                                      |                                            |
| 44                                         | 13.10.2004                                 | Parma                                      | WK-kwalificatie                            | Italië – Wit-Rusland                       | 4 – 3                                      | Goal · Goal                                |
| 45                                         | 09.02.2005                                 | Cagliari                                   | Oefeninterland                             | Italië – Rusland                           | 2 – 0                                      |                                            |
| 46                                         | 26.03.2005                                 | Milaan                                     | WK-kwalificatie                            | Italië – Schotland                         | 2 – 0                                      |                                            |
| 47                                         | 03.09.2005                                 | Glasgow                                    | WK-kwalificatie                            | Schotland – Italië                         | 1 – 1                                      |                                            |
| 48                                         | 07.09.2005                                 | Minsk                                      | WK-kwalificatie                            | Wit-Rusland – Italië                       | 1 – 4                                      |                                            |
| 49                                         | 08.10.2005                                 | Palermo                                    | WK-kwalificatie                            | Italië – Slovenië                          | 1 – 0                                      |                                            |
| 50                                         | 31.05.2006                                 | Lancy                                      | Oefeninterland                             | Zwitserland – Italië                       | 1 – 1                                      |                                            |
| 51                                         | 02.06.2006                                 | Lausanne                                   | Oefeninterland                             | Italië – Oekraïne                          | 0 – 0                                      |                                            |
| 52                                         | 12.06.2006                                 | Hannover                                   | WK-eindronde                               | Ghana – Italië                             | 0 – 2                                      |                                            |
| 53                                         | 17.06.2006                                 | Kaiserslautern                             | WK-eindronde                               | Verenigde Staten – Italië                  | 1 – 1                                      |                                            |
| 54                                         | 22.06.2006                                 | Hamburg                                    | WK-eindronde                               | Tsjechië – Italië                          | 0 – 2                                      |                                            |
| 55                                         | 26.06.2006                                 | Kaiserslautern                             | WK-eindronde                               | Australië – Italië                         | 0 – 1                                      | Goal                                       |
| 56                                         | 30.06.2006                                 | Hamburg                                    | WK-eindronde                               | Italië – Oekraïne                          | 3 – 0                                      |                                            |
| 57                                         | 04.07.2006                                 | Dortmund                                   | WK-eindronde                               | Duitsland – Italië                         | 0 – 2                                      |                                            |
| 58                                         | 09.07.2006                                 | Berlijn                                    | WK-eindronde                               | Frankrijk – Italië                         | 1 – 1                                      |                                            |

## Erelijst

### Als speler
AS Roma
- Serie A: 2000/01
- Coppa Italia: 2006/07, 2007/08
- Supercoppa Italiana: 2001, 2007

 Italië
- FIFA WK: 2006

 Italië onder 21
- UEFA EK onder 21: 1996

 Italië onder 23
- Middellandse Zeespelen: 1997

### Individueel als speler
- Italiaans Talent van het Jaar: 1999
- Beste Speler van de Serie A: 1999/00, 2002/03
- Topscorer Serie A: 2006/07
- Europese Gouden Schoen: 2006/07
- Italiaans Voetballer van het Jaar: 2000, 2001, 2003, 2004, 2007
- Zilveren Bal (Serie A Fair Play Award): 2008
- Golden Foot: 2010

## Privé
In juli 2005 trouwde Francesco Totti met televisiepresentatrice Ilary Blasi. Het huwelijk vond plaats in de Santa Maria in Aracoeli-kerk op het Capitool in Rome. Ze kregen een zoon (2005) en twee dochters (2007 en 2016 ). Desondanks besloot het stel in juli 2022 uit elkaar te gaan.

## Grappen

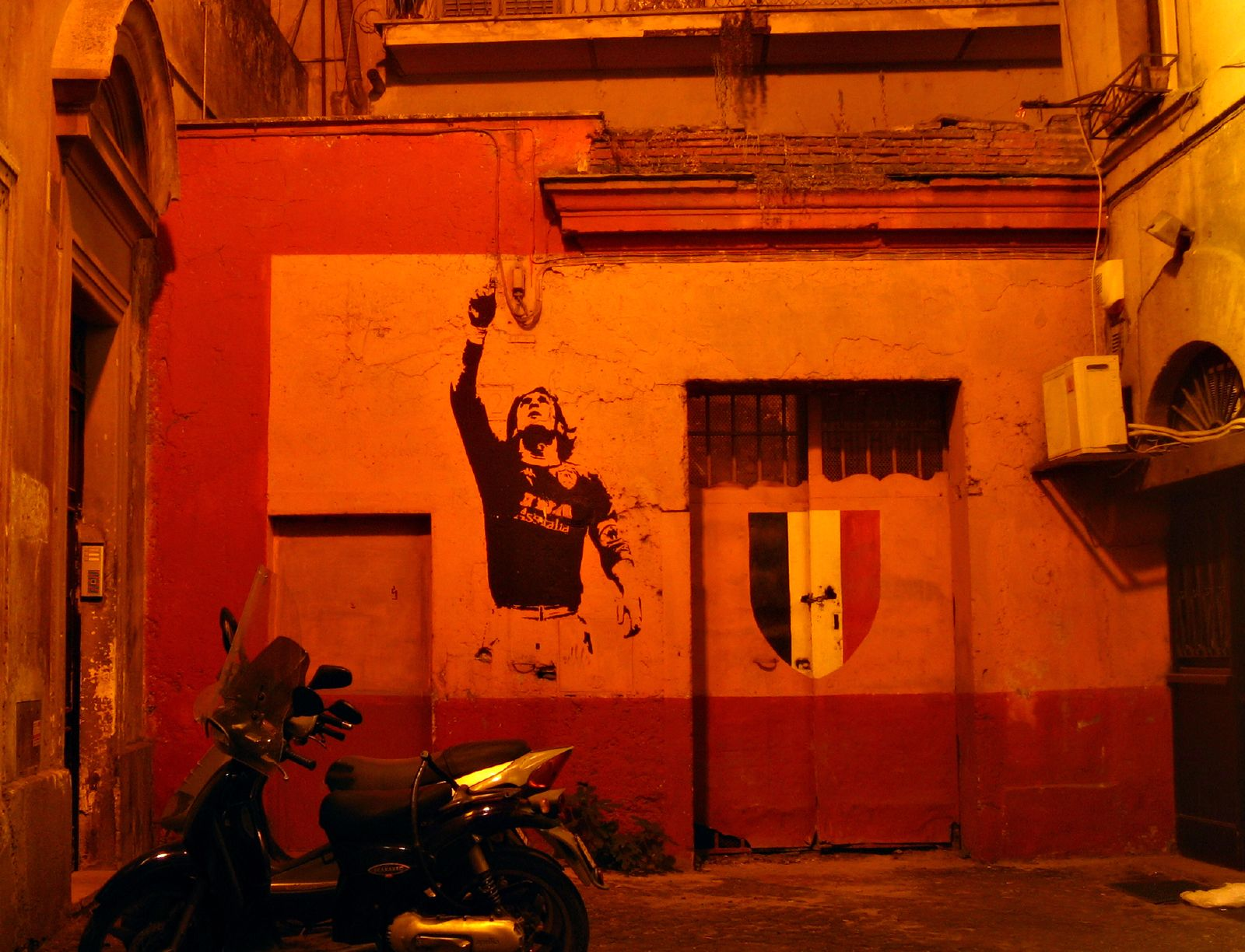
Wandschildering van Totti in Rome

In Italië zijn moppen met Totti in de hoofdrol erg populair. In eerste instantie ergerde de voetballer zich aan de grappen, maar inmiddels ziet Totti de vrolijke kant er van in. Hij publiceert de grappen nu zelfs in speciale boekjes onder de naam Le barzellette su Totti en Nuove barzelette su Totti. De opbrengsten komen ten goede aan het kinderfonds Unicef voor een vluchtelingenproject in Congo. Totti is in Italië ambassadeur voor Unicef.
Enkele grappen uit het boek:
- Een tragisch verhaal in de krant: de bibliotheek van Totti is volledig afgebrand. Het bestond uit twee boeken. Totti is ontroostbaar: "Nee! Ik was nog niet klaar met het inkleuren van het tweede boek!"
- Totti moet voor de rechtbank verschijnen. Rechter: "Wat is uw verdediging, meneer Totti?" Totti antwoordt: "Cafú, Samuel, Chivu en Panucci, meneer de rechter."
- Totti probeert een puzzel te maken en het duurt hem bijna vier maanden. Wanneer hij klaar is, draait hij de doos om en leest: van 2 tot 3 jaar. Totti: "Ah, dan ben ik dus een genie!".
- Zijn vriendin ziet dat Totti nat wordt op het terras: "Francesco, kom binnen, het regent!" Totti: "Maar buiten regent het ook!"